# Kanton Schiltigheim
Der Kanton Schiltigheim ist seit 1835 ein französischer Wahlkreis im Département Bas-Rhin in der Region Grand Est (bis 2015 Elsass). 

## Gemeinden
Der Kanton besteht aus zwei Gemeinden mit insgesamt 52.068 Einwohnern (Stand: 1. Januar 2021) auf einer Gesamtfläche von 12,04 km²:
| Gemeinde            | Einwohner 1. Januar 2022 | Fläche km² | Dichte Einw./km² | Code INSEE | Postleitzahl |
| ------------------- | ------------------------ | ---------- | ---------------- | ---------- | ------------ |
| Bischheim           | 17.939                   | 4,41       | 4.068            | 67043      | 67800        |
| Schiltigheim        | 34.129                   | 7,63       | 4.473            | 67447      | 67300        |
| Kanton Schiltigheim | 52.068                   | 12,04      | 4.325            | 6715       | –            |

Bis zur landesweiten Neuordnung der französischen Kantone im März 2015 gehörte zum Kanton Schiltigheim einzig die Gemeinde Schiltigheim. Sein Zuschnitt entsprach einer Fläche von 7,63 km2. Er besaß vor 2015 den INSEE-Code 6722.